# Jane Mander
Œuvres principales
- Histoire d'un fleuve en Nouvelle-Zélande, 1922.
- Allen Adair, 1925.
Jane Mander, née le 9 avril 1877 à Sheppards Bush (en) et morte le 20 décembre 1949 à Whangarei, est une écrivaine néozélandaise.
Pionnière du journalisme féminin dès avant la Première Guerre mondiale, elle est l'auteure de six romans qui inaugurent, dans la suite de ceux d'Édith Grossmann (en) et de William Satchell (en), une littérature néo-zélandaise empreinte de la psychologie d'hommes et de femmes qui se sont affranchis d'une morale conformiste et du poids du péché au contact des Maoris et d'une nature sauvage. Dans un style direct alors inédit, son œuvre, document unique sur la colonisation du nord de la Nouvelle-Zélande, illustre, au delà d'une critique précoce du puritanisme de la société néozélandaise, le combat universel de l'individu pour échapper à sa condition, spécialement celui de la femme pour sa liberté sexuelle.

## Biographie

### Naître fille aux colonies (1877-1891)

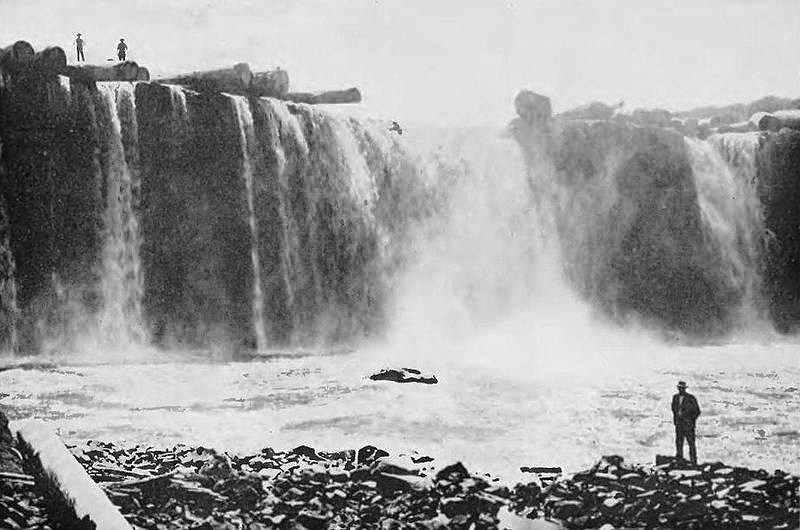
Flottage du caori en 1913. Jane Mander a vécu sa jeunesse dans ce milieu pionnier, son père transférant son équipe de scieurs de site en site, l'hiver collectant la.

Jane Mander naît dans la ferme de son grand père maternel à Sheppards Bush (en), colonie rurale située immédiatement au sud de l'ancienne capitale (en) Auckland. Elle est l'aînée de trois sœurs et un frère. Sa mère, Janet Kerr, est une femme profondément pieuse, mais pleine d'humour qui, à l'âge de cinq ans, a vu sa maison brûler par les autochtones lors de la première guerre de Nouvelle-Zélande (en). Son père, Francis Mander (en), est un pionnier, descendant anglais de Henry Mander (en). Propriétaire d'une centaine d'acres à Onehunga, où il a grandi, il est le fils d'un milicien (en) du Corps royal de défense de Nouvelle-Zélande (en), c'est-à-dire d'un soldat colon qui en 1847, pour sa retraite, avait accepté d'immigrer à Papakura en échange d'une terre concédée par le gouverneur George Grey. En 1881, il installe sa famille à une cinquantaine de kilomètres au cœur du domaine royal maori, dans un lieu-dit perdu de la peninsule de Manukau (en), Awhitu, où il a acheté une scierie. L'exploitation de forêts vierges est extrêmement rentable mais expose aux conflits avec les Maoris indigènes.

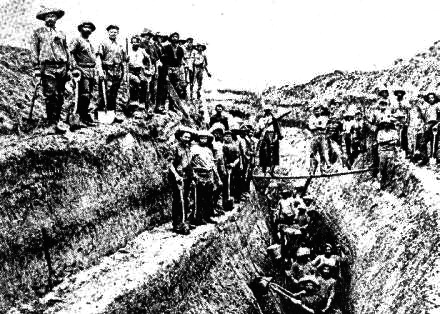
Mine de en 1908. En 1880, la collecte n'était pas encore réservée aux sujets britanniques et ne faisait l'objet d'aucune réglementation.

Comme la plupart des Pakeha de l'arrière pays d'Auckland, les Mander partagent avec les Maoris acculturés et les métis la condition du « mineur de gommes » saisonnier (Gum-digger), qui complète ses revenus en participant à la collecte de la gomme de caori (en) fossilisée. Recherché, c'est un matériau du premier sous sol semblable à l'ambre qui finit le plus souvent en vernis, dont les chantiers navals usent abondamment. Au gré d'une trentaine de déménagements, Jane Mander habite de fare nui (en) en fare nui, ces grandes cabanes provisoires.
Sa scolarité s'en ressent. À six ans, elle est brièvement inscrite à l'école de Wellsford. Elle reprend l'école primaire deux ans plus tard, et parcourt pour cela à pied deux fois par jour de nombreux miles, mais elle ne fera que passer d'un établissement à l'autre, Port Albert en 1886, Point Ernie à l'embouchure de la Kaiwaka la même année, de nouveau Port Albert en 1887, Mangere en 1888, Onehunga en mars 1889. L'enfant apprend à lire dans les quelques livres que possède le foyer, Shakespeare, Milton, Le Voyage du pèlerin, Jane Eyre et la Bible. Quand il n'y a pas d'école, sa mère tâche de prendre le relais. C'est auprès de celle-ci que l'enfant cultive le goût de raconter des histoires. Son père a confectionné pour la famille une anthologie de poètes portative. Sa joie est de faire un jardin, qu'à cause des déménagements incessants elle ne voit jamais fleurir.

### De l'institutrice à la journaliste (1892-1909)

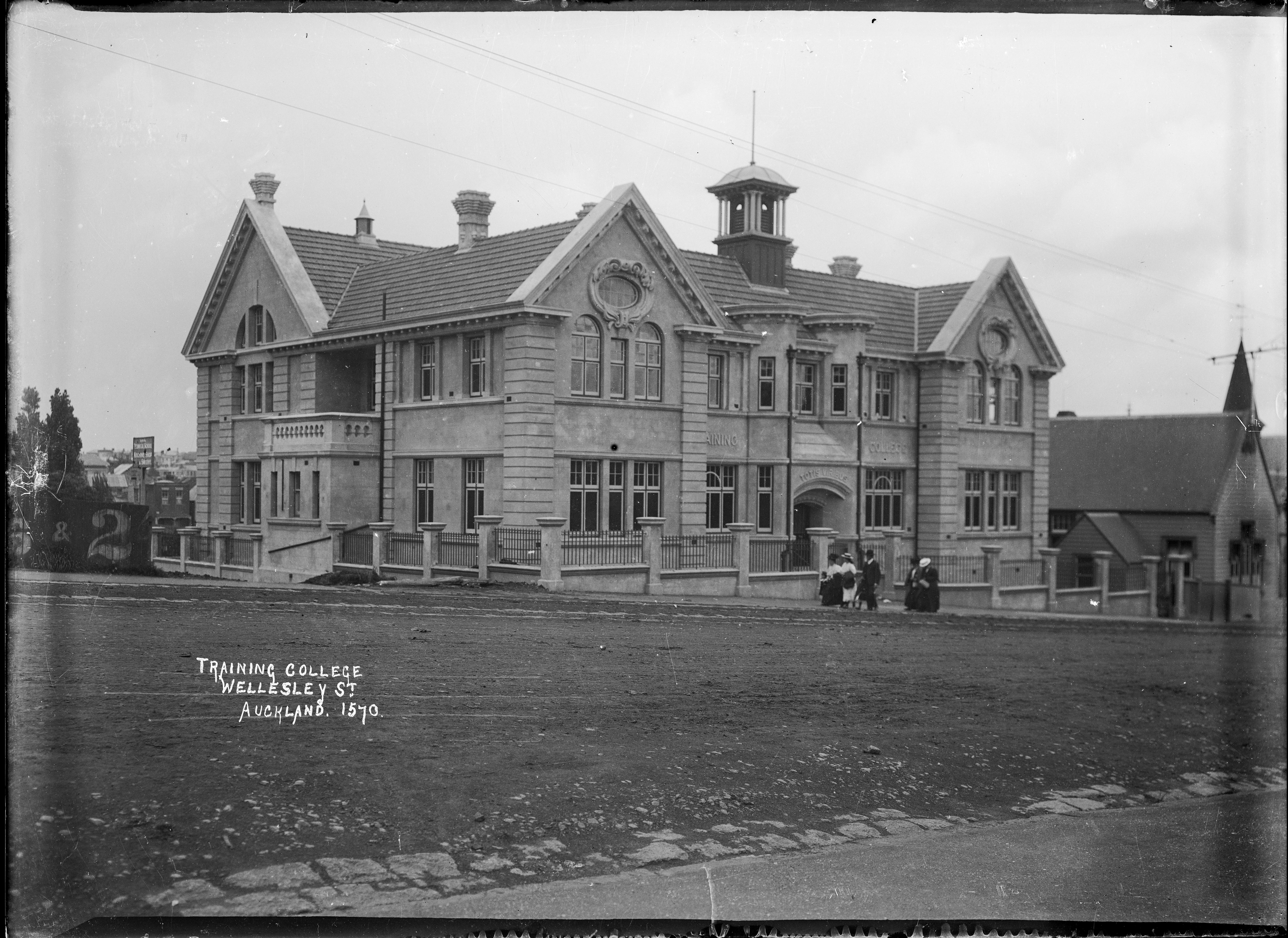
L' d'Auckland vers 1910, où sont formés les « pupil teachers ».

Adolescente, Jane Mander soigne blessures et typhoïdes des ouvriers de son père. Elle se voit refuser par celui-ci, à cause du manque d'argent, de poursuivre dans l'enseignement secondaire, qui est alors organisé par l'université. À quinze ans, en 1892, elle obtient finalement de continuer ses études en tant qu'apprenti enseignant (en). Elle fait la classe successivement dans les écoles primaires de Port Albert, où sa famille vient de s'installer, Devonport, Otahuhu, puis de Newton, banlieue ouest d'Auckland, mais elle n'est pas dispensée des tâches que sa famille compte qu'elle accomplisse matin et soir. Encouragée par un collègue, elle se découvre une vocation d'écrivain en remportant un concours de nouvelles organisé par un journal, mais elle a moins de bonheur auprès du Bulletin de Sydney.
Elle consacre ses nuits à étudier et en 1896 elle obtient son immatriculation universitaire (en) en réussissant huit des épreuves du certificat de fin d'études secondaires (en), soit une mention excellent. Elle étudie par correspondance mais trois ans plus tard, elle cesse d'enseigner. Elle se veut romancière. En 1900, son père fait l'acquisition d'un journal, La Chronique du Nord, et la famille déménage à Whangarei, au centre de la péninsule de Northland. C'est alors qu'elle met en chantier un premier manuscrit.

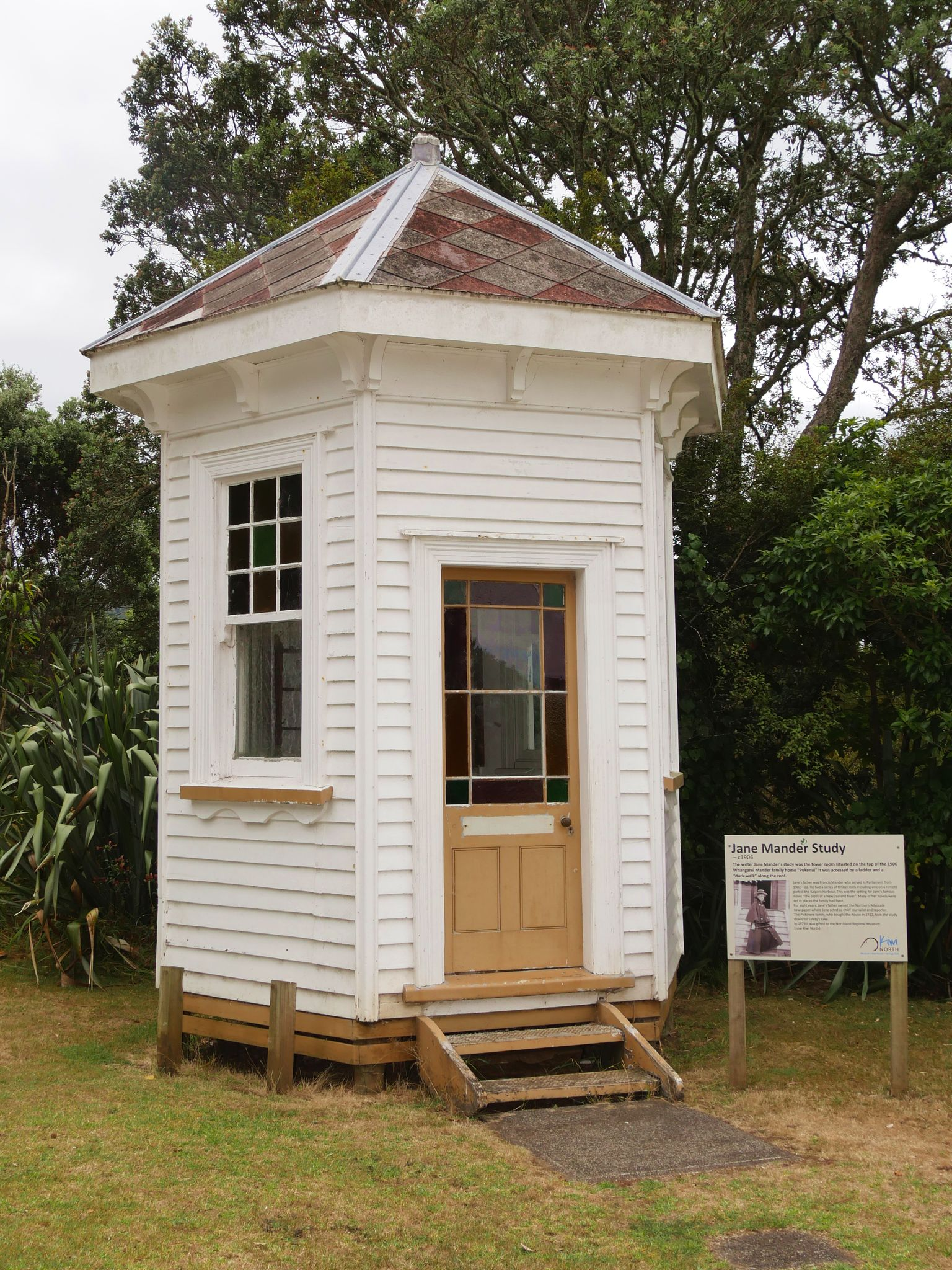
Vestige de la maison des Mander conservé dans le Parc du souvenir de Whangarei depuis 1979. Il s'agit de la petite tourelle qui était réservée à la jeune femme pour lui servir de bureau.

Elle a vingt-cinq ans quand, en 1902, son père est député par la circonscription de Marsden (en) à la Chambre des représentants. Élu sans étiquette, il siègera du côté conservateur, à droite du Parti libéral, qui est encore majoritaire. Réélu au terme des trois années de son mandat, il achète un journal concurrent qui a un bien meilleur tirage, L'Avocat du Nord (en), et ferme La Chronique. C'est dans ce second quotidien fondé en 1875, à Whangarei, que Jane Mander apprend le métier de journaliste. En 1906, la famille s'installe dans une grande maison bourgeoise de Whangarei appelée Pukemui, c'est-à-dire La Grande colline.
En 1907, année où le Royaume-Uni dévolue l'autonomie à la Nouvelle Zélande au sein de l'Empire, elle entre comme rédactrice en chef dans un petit journal de Dargaville, le North Auckland Times. Asociale et peu soucieuse, derrière un beau visage anguleux, de donner l'image qui est attendue d'une femme, elle est toujours célibataire, comme le restera une de ses sœurs. Il ne lui sera pas connu pour autant de « romantic friendship ». Elle fuit dans la lecture les obligations sociales et décrit elle-même le bovarysme dont elle souffre.
Un voyage à Sydney, cette même année 1907, lui est l'occasion de sentir le profond isolement intellectuel dans lequel la maintient le provincialisme néozélandais. La découverte en 1909 dans une des revues auxquelles elle est abonnée des poèmes d'Oscar Wilde est une révélation. Le lecture de Nietzsche en est une autre. Durant ces trois années à Dargaville, elle réécrit son manuscrit et rassemble un grand nombre de notes sur des anecdotes et des personnes qu'elle rencontre.

### Partir et devenir indépendante (1910-1915)
En 1910, Jane Mander s'installe pour une année à Sydney comme correspondant indépendant pour le Travailleur du Maoriland (en), organe de presse du Conseil des syndicats de Nouvelle-Zélande, qui est affilié au Parti travailliste, c'est-à-dire le parti de gauche opposé à la Ligue pour la réforme politique de la Nouvelle Zélande (en) dans laquelle son père, réélu une cinquième fois, siège désormais. Pour ne pas faire d'ombre à la carrière de celui-ci, elle fait paraître ses articles sous le pseudonyme de Manda Lloyd. Durant cette année australienne, elle est hébergée par William Holman, député et ministre travailliste de la Nouvelle-Galles du Sud. La femme de celui-ci, Ada (en), est une militante féministe. Il lui propose de poursuivre des études à l'université de Sydney, en allemand.

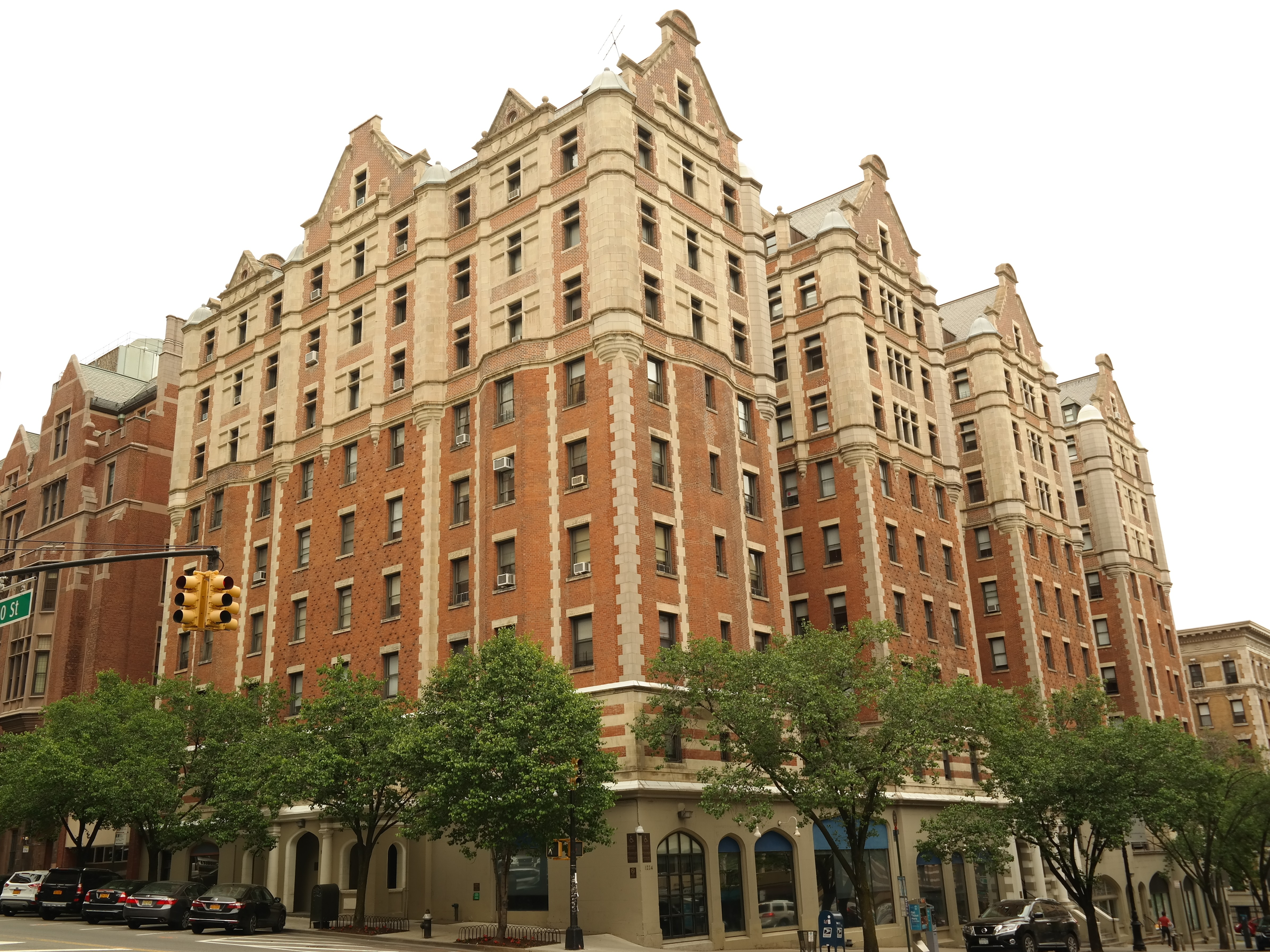
La résidence universitaire Whittier aujourd'hui, 1230 avenue d'Amsterdam.

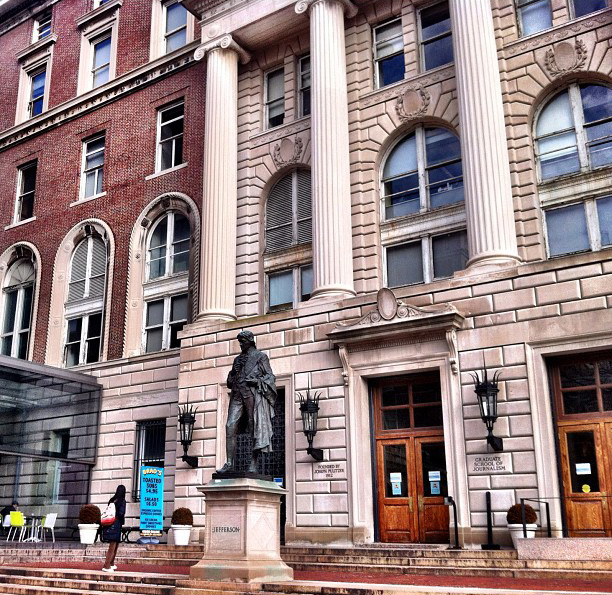
L'École supérieure de journalisme de l'université Colombia aujourd'hui, 2950 Broadway, à six cent cinquante mètres de Whittier Hall.

Revenue à Whangarei, elle s'inscrit en 1912, à trente cinq ans, au Collège Barnard de l'Université Columbia, faculté réservée aux femmes, dans le but d'intégrer l'École supérieure de journalisme. Fondé la même année grâce aux dispositions testamentaires de Joseph Pulitzer et dirigé par Talcott Williams, c'est le premier établissement au monde de ce genre. Jane Mander rejoint dans un premier temps Londres, où elle est enthousiasmée par les Ballets russes qui donnent à Covent Garden, en cette fin de mois de juin, un Oiseau de feu dansé par la Karsavina et Bolm. Elle profite de cette étape pour présenter, en vain, un manuscrit à cinq éditeurs successifs qui lui font sentir la difficulté de percer dans la capitale quand on est une coloniale. L'un d'eux, John Lane, lui conseille de réécrire les passages les plus choquants et l'adresse à son bureau de New York, où elle arrive pour la rentrée. Avant d'intégrer l'école de journalisme, il lui faut suivre deux années d'enseignement général, rédaction en anglais, français, histoire, sciences, philosophie et sciences politiques. Elle est logée à Whittier Hall jusqu'à ce qu'une riche étudiante, Esther Norton, lui propose de partager un appartement en « new women ».
Elle commence aussitôt de rédiger ce qui sera son premier roman, puis les brouillons de deux autres. Pour financer ses études, elle enchaine les emplois précaires et y perd sa santé. Elle est employée dans un projet de réforme de la prison de Sing Sing, remplaçante durant les congés à la direction d'un foyer pour travailleurs et étudiants, surveillante de groupes de révision. La Nouvelle République publie un de ses articles. Durant sa seconde année, elle manque de nombreux cours, mais elle parvient durant l'été 1914 à prendre quelques vacances en France pour visiter le val de Loire en compagnie d'Esther Norton et la sœur de celle-ci, Rose. Les deux jeunes filles et leur prétendue chaperonne doivent rentrer précipitamment quand éclate la guerre.
Son éducation de « sauvage » dans l'utopie qu'a été la Nouvelle-Zélande de son enfance donne à Jane Mander de grandes libertés dans sa vision de la condition féminine. Comme d'autres Néozélandaises, lesquelles jouissent en leur pays du droit de vote depuis 1893, elle parait très en avance aux yeux de ses collègues qui ont reçu une éducation édouardienne. À l'été 1915, elle participe aux manifestations organisées par l'Association nationale pour le droit de vote de la femme américaine que dirige Carrie Chapman Catt, à la suite de quoi elle y assure diverses tâches. Au bout de trois ans, à la fin de l'année 1915, problèmes de santé et d'argent lui font renoncer, en dépit de résultats brillants, à la licence en journalisme (en) qu'elle espérait.

### Romancière à New York (1916-1922)

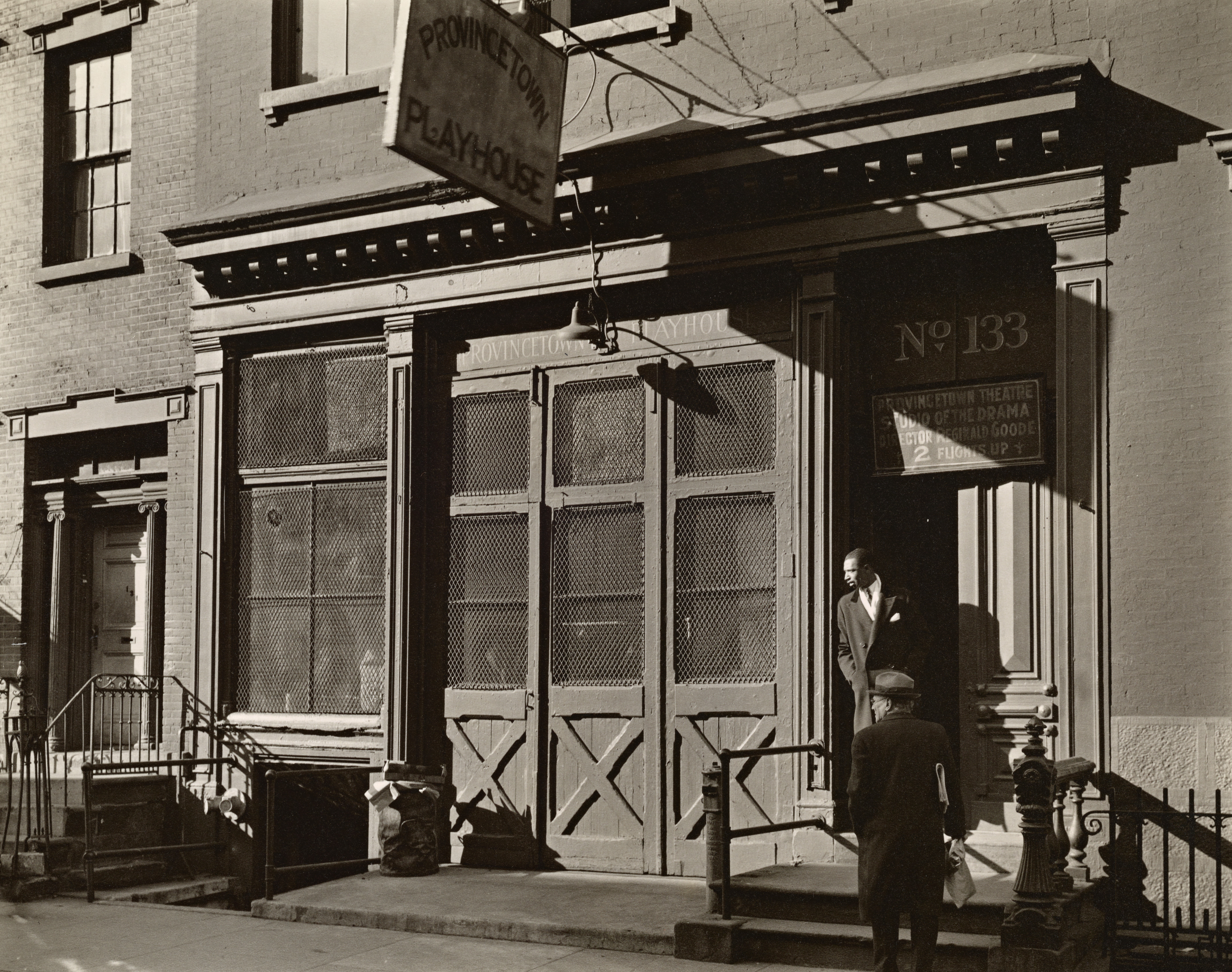
La première salle newyorkaise des Provincetown Players
ouverte le 19 septembre 1916
133 rue Mac Dougal par souscription, dont celle de Jane Mander.

Ses études interrompues, Jane Mander trouve un emploi au Comité de la Garde nationale (en) mis en place par la Loi sur la Défense nationale préparant l'entrée en guerre des États-Unis. Son intimité avec le couple que forment Willa Cather et Édith Lewis (en) à Bank Street, « quelque chose d'un petit groupe bien à nous », la conduit à la rencontre de la bohème de Greenwich Village et du milieu d'un théâtre amateur qu'on ne qualifie pas encore d'expérimental. Elle est des premières, en 1916, à souscrire à la production des Provincetown Players emmenés par le sombre Eugene O'Neill et l'hétérodoxiste Susan Glaspell.
Quand en avril 1917 les États-Unis entrent en guerre, elle s'engage dans la Croix Rouge, qui lui confie le contrôle de gestion d'un dépôt de Manhattan.
La guerre terminée, l'entrepôt dont elle a la charge est fermé et Jane Mander, comme la plupart des femmes qui ont été mobilisées sur le front intérieur, se retrouve sans emploi. Elle travaille comme pigiste. En 1919, elle souscrit en tant que membre fondateur à la Guilde de théâtre de New York (en). Elle publie en trois ans trois romans inspirés par son enfance passée au contact des Maoris, dont le désormais célèbre Histoire d'un fleuve en Nouvelle-Zélande qu'elle avait terminé de rédiger dès l'hiver 1917 et qui évoque ses souvenirs de l'aber Otamatea, métaphore d'une aspiration à prendre le large.
Au delà d'une apologie de l'esprit pionnier, elle y décrit la domestication de la femme comme un corollaire de celle de la nature. À sa façon, elle transcrit ainsi le paradoxe néozélandais à construire une société urbaine et consumériste sur les valeurs qui ont conduit à s'affranchir d'une telle société. Si elle prône l'exemple des vertus de liberté et de courage des petits colons, elle met en effet en procès le machisme et la phallocratie dont ils se soutiennent. À travers des scènes autobiographiques, elle dresse les portraits de caractères dont le désir se révèle à la confrontation avec une nature sauvage et cherche à s'affranchir des devoirs familiaux. Six ans avant le révolutionnaire Amant de lady Chatterley, elle n'hésite pas à évoquer, timidement, une sexualité féminine transgressive et à présenter l'adultère avec complaisance. Elle y gagne dans son pays une réputation d'immoralité.
Encouragée par Ralph Block, un scénariste de la Goldwyn (en) désireux d'adapter au cinématoraphe ses prochains livres, elle écrit son second roman à la hâte, en un mois, le troisième lors de séjours à la campagne chez des amis. Elle désavouera ces deux ouvrages, non pour le contenu, mais pour l'exercice de style qu'ils ont été, par trop cinématographique. Elle n'aura de cesse de rechercher, et prôner, une écriture libérée du pittoresque et du sentimentalisme qui conforte dans la facilité l'écrivain colonial.

### Écrivain colonial à Londres (1923-1932)
En 1923, son père, au terme d'un septième mandat de député, est nommé au Conseil législatif, où il officiera jusqu'en 1930. C'est alors que, forte d'une pension paternelle qui complétera très insuffisamment les droits d'auteur dont elle bénéficiera pour les quatre mille exemplaires de l'Histoire d"un fleuve en Nouvelle-Zélande vendus de son vivant, Jane Mander migre pour Londres, siège de la maison mère de son éditeur. John Galsworthy consacre un PEN (en) à son accueil. Elle est pilotée par John Lane et sa femme au milieu des derniers représentants de la littérature victorienne, survivants également qualifiés d'édouardiens, Shaw, Housman, Moore, Yeats, Doyle, Kipling, Wells... Elle est reçue par Victor Gollancz, Rose Macaulay, Rebecca West.

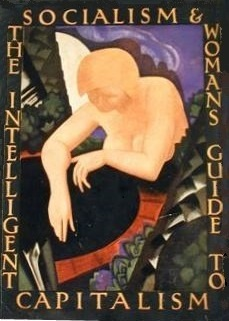
Le Guide de la femme intelligente de George Bernard Shaw, lequel aura eu une grande influence sur Jane Mander.

Elle travaille pour une agence littéraire, Christy et Moore (en), comme lecteur (en), tâche à laquelle elle n'éprouvera jamais que de l'accablement sauf à lire les premiers manuscrits de Georgette Heyer, écrivain « réactionnaire qui déteste les freudiens » dont elle devient une amie proche. Elle en fait, avec Carola Oman (en) et Joanna Cannan, un de « ses auteurs », ceux qu'elle aura recommandés auprès de son éditeur. À partir de 1924, elle est un correspondant régulier du Christchurch Dimanche (en). Quand John Lane meurt, au début de l'année 1925, elle reste impliquée dans la vie littéraire londonienne, participant aux diners organisés par diverses sociétés littéraires. Quand au cours de cette année elle tombe malade, Léonard Moore (en), son agent littéraire et employeur, lui prête la maison de campagne qu'il possède dans le Salop pour lui permettre de se ressourcer et se consacrer à l'écriture. Elle trouve à être éditée, chez Walter Hutchinson (en), tout en travaillant comme pigiste pour divers journaux.
Son appartement de Chelsea devient le point de rendez vous d'un cercle d'une douzaine d'écrivains échangeant sur leurs conceptions de l'art, principalement mais non exclusivement des femmes, parmi lesquels se distingue l'australien Vernon Knowles (en). C'est là qu'elle reçoit un jeune auteur venu à la conquête de la capitale, Monte Holcroft (en), qu'elle s'empresse de renvoyer dans sa colonie avant qu'il ne soit à son tour broyé par un milieu inaccessible. Dans ce microcosme fleurissant sur les brisées du Club Mémoire d'un groupe de Bloomsbury finissant, elle a l'occasion de faire connaissance avec Radclyffe Hall et avec Sackville Wests. À partir de 1927, Jane Mander travaille comme attaché de presse londonien d'une maison d'édition parisienne, The Harrison Press. C'est un éditeur d'ouvrage de prestige fondé par la milliardaire américaine Barbara Harrison (en) et dirigée par un couple, Glenway Wescott (en) et Monroe Wheeler (en).
Si son quatrième roman, Allen Adair, qui est paru en 1925, est une critique sociale (en) du milieu petit bourgeois néozélandais menée à travers le récit de l'émancipation d'un jeune mineur de gomme de caori (en), ses deux derniers ouvrages, affranchis de l'artifice exotique, se passent à New York, Londres et Paris.
En 1929, elle abandonne son travail de correspondant du Christchurch Dimanche (en) pour Auckland Dimanche (en). En 1930, elle signe un contrat d'édition avec la maison John Lane, que dirige désormais Allen Lane, pour un livre autobiographique, qui ne se fera pas. Au début de l'année 1931, un petit pécule que son père lui a adressé lui permet d'abandonner son poste de lecteur (en) et de se consacrer à l'écriture, si bien qu'à la fin de l'année, ayant passé tout l'été dans le Salop, chez Léonard Moore (en), à achever deux ouvrages qui ne trouvent pas d'éditeur, elle se trouve à court d'argent et obligée soit de retourner à la lecture éditoriale soit de rentrer au pays.

### Retour au pays (1932-1949)
En octobre 1932, Jane Mander, en proie au mal du pays, retourne à Whangarei où sa mère meurt avant qu'elle n'arrive et l'appelle son père, octogénaire dont elle se fait l'infirmière. Elle est accueillie par un poste honorifique de vice-présidente de la Société des femmes écrivains et artistes de Nouvelle-Zélande. En mars 1933, elle donne une série d'entretiens radiophoniques et devient dès lors une invitée régulière aux débats organisés par les nombreuses chaines néozélandaises (en).
La stabilité financière promise par son père, victime de la Grande dépression, n'est cependant pas au rendez vous. La charge ménagère s'alourdit des soins à domicile de sa sœur Carrie, dont l'internement en hôpital psychiatrique coûterait trop cher, si bien qu'elle reste plus d'un an sans avoir le temps d'écrire. En 1934, elle rejoint autour de Patrick Lawlor (en) les membres fondateurs du Centre PEN Nouvelle Zélande (en). C'est alors que son père l'emmène dans une tournée à travers l'île du Sud mêlant visites touristiques et rencontres professionnelles. De retour, elle connait un épisode dépressif qu'elle soigne durant l'été austral par des vacances, chose pour elle exceptionnelle, à Baie des îles.
Jean Charles Andersen (en) lui confie le soin de réunir les biographies des écrivains néozélandais en vue d'une publication, une commande de l'état. En 1936, elle est un des vingt-neuf vice présidents de la Semaine littéraire organisée à la Galerie d'art d'Auckland sous les auspices du banquier Harold Beauchamp (en), le père de Katherine Mansfield. Elle fréquente Roderick Finlayson (en), D'Arcy Cresswell (en), Robin Hyde, Frank Sargeson, auquel elle procure un petit revenu supplémentaire en lui confiant le soin de son jardin. Elle correspond régulièrement avec Monte Holcroft (en), qu'elle continuera de soutenir financièrement en dépit de ses propres difficultés. Elle reçoit de nombreux manuscrits de jeunes auteurs, certains, telle Ngaio Marsh, lui étant très reconnaissants de ses conseils.
Accaparée par un travail alimentaire pour de multiples magazines, elle ne parvient pas à continuer l'œuvre qu'elle avait en projet en retournant au pays et un dépit envahissant finit par étouffer sa créativité. Son insuccès est aussi lié à l'époque et au succès de la colonisation. La reconnaissance d'une littérature locale comme quelque chose de désormais sérieux, et rémunérateur, s'accompagne en effet d'une masculinisation du métier d'écrivain, en particulier autour du cercle de la revue Phœnix Magazine puis de la maison d'édition Caxton Press (en), les femmes écrivains étant reléguées au rôle de faire valoir journalistique. Son septième roman, souvenir de son séjour dans les marches de Galles, ne paraitra jamais, ni ses mémoires newyorkaises et londoniennes. Ses critiques pour Le Miroir puis, au long des années 1938 et 1939, sa chronique mensuelle pour Le Monocle montrent toutefois un humour vivifiant. Si la réédition en 1938 à Londres de L'Histoire d'un fleuve en Nouvelle-Zélande est saluée par la critique locale comme un témoignage de l'histoire littéraire de la colonie, la diffusion en est faite à l'économie.
Tout en jouissant d'une reconnaissance certaine tant aux États-Unis qu'au Royaume-Uni, ce depuis son premier roman, elle souffre d'une mauvaise réception dans la société néozélandaise et des réticences de celle-ci face à ce que la critique locale de l'entre-deux-guerres appelle « le problème du sexe », dont l'auteur serait obsédé. Dans une Nouvelle-Zélande où le gouvernement de Monckton Arundell soutient la littérature comme une œuvre de propagande coloniale et l'archevêque (en) Averill (en) comme une mission de christianisation, est mal accepté le portrait subversif que ses premiers romans dressent d'une société qui écrase l'individu sous les apparences d'une morale héroïque, celle des pionniers qui ont souffert et se sont sacrifiés pour construire une nation. En un temps où les parents attendent des romans un apprentissage des conventions, la lecture de Mander est le plus souvent interdite aux filles. Dans plusieurs bibliothèques publiques, son Histoire d'un fleuve en Nouvelle-Zélande n'est accessible que sur autorisation du bibliothécaire.
En 1943, six mois après la mort de son père, Jane Mander, moralement effondrée et par le deuil et par la guerre, prend un appartement à Auckland. Souffrant depuis huit ans d'une cataracte incurable et des séquelles d'une névrite du bras droit, victime d'un accident vasculaire cérébral, elle se réfugie à la sortie de trois mois d'hôpital à Whangarei auprès de neveux, où elle récupère d'un second a.v.c. Elle n'aura survécu que sept ans à son père, laissant des manuscrits disparates qui seront recueillis par sa sœur, Amy Cross, et quelques nouvelles qui resteront inédites.

## Œuvre
« J'essaie simplement d'être honnête et d'être fidèle à ma propre expérience. »

— Jane Mander s'expliquant à un public choqué.
- The Story of a New Zealand River, John Lane Company, New York, 1920, 432 p.

Trad. S. Bastide-Foltz, Histoire d'un fleuve en Nouvelle-Zélande, Coll. Antipodes, Actes Sud, Arles, 2002  (ISBN 9782742738458) 463 p.
- The Passionate Puritan, John Lane Company, New York, 1921, 308 p.
- The Strange Attraction, Dodd, Mead and Company, New York, 1922, 376 p.
- Allen Adair, Hutchinson & Co. (en), Londres, 1925, 288 p.
- The Besieging City : a novel of New York, Hutchinson & Co. (en), Londres, 1926, 304 p.
- Pins and Pinnacles, Hutchinson & Co. (en), Londres, 1928.

## Réception
« Pourquoi son livre n'est-il pas moitié moins long, deux fois plus honnête? De quel droit ennuierait-elle ses lecteurs si elle est capable de les intéresser? »

— Sa compatriote Katherine Mansfield, fille d'un influent homme d'affaires néozélandais (en), à la sortie d'Histoire d'une fleuve en Nouvelle Zélande.

« [...] immensément embarrassée en reprenant sans nécessité de vieux procédés d'écriture. »

— La même fustigeant l'abus d'exotisme dans Histoire d'une fleuve en Nouvelle Zélande, ce dont Mander tiendra compte.

« La peinture qui est faite des personnages mineurs, qui abondent, montre à chaque fois une fraîcheur et une vitalité saisissantes, même quand il n'en est donné au lecteur qu'un bref aperçu. »

— Succès américain de l'écriture cinématographique du Puritain passionné.

« Il est à déplorer que Mademoiselle Mander ne nous donne pas le récit d'une vie à la campagne en Nouvelle Zélande qui soit exempte des questions de sexe, sujet qui a été trop mis en avant dans cette présente histoire comme dans la précédente. »

— Réception typique qui ne se retrouve que dans la critique néozélandaise de l'époque, en l'occurrence à la sortie de L'Attraction étrange.

« Le correspondant à Londres du Post (en) regrette le mélange de ce que l'on pourrait appeler le roman de "sexe" et du pays de brousse qu'est la Nouvelle Zélande, comme quelque chose d'inutile et de fallacieux. »

— Idem, un an plus tard.

« [...] l'impression générale est que la trame du livre a été fabriquée à la hâte afin d'intégrer dans l'histoire de pertinentes esquisses de caractères. »

— Critique de La Cité assaillante, apparemment peu sensible au contraste entre le décousu de la vie urbaine et les aspirations profondes des habitants.

« [...] le réalisme calme de Kidman dans L'Été du Mandarin rappelle quelque chose de l'œuvre de Jane Mander [...] »

— La reconnaissance comme une évidence, deux générations d'écrivains plus tard.

« [...] une modernité qui fait la fusion entre une esthétique expérimentale et le paysage colonial [...] Libérée de la contrainte des conventions littéraires [...], son esthétique moderne, dépouillée, surgit, presque inconsciemment, au travers d'un traitement direct de la vie néozélandaise. »

— Relecture à presque un siècle de distance.

### Documents
- Joy Bartley, « Full, busy life: the varied career of Jane Mander, New Zealand authoress », in The Observer, Auckland, 15 septembre 1943.

Cote P q920 MAN BAR, Bibliothèque Alexandre Turnbull, Wellington, 2 feuillets.
- Ethel Susan Jones, Jane Mander, 1942, huile sur toile, 40,6 × 34,8 cm.

Cote G-509, Bibliothèque Alexandre-Turnbull, Wellington, 1952.
- D. Turner, Jane Mander, cote 928.21, Centre de recherche d'Auckland Nord, Takapuna, 1971, 1 enveloppe de coupures de presse.
- Mander, M. J. Papers, cote NZMS 535, Bibliothèques d'Auckland, Centre d'affaires d'Auckland, [s.d.]
- New Zealand Women Writers' Society, cote MS-Group-0243, Bibliothèque Alexandre Turnbull, Wellington, 1991, trois boîtes.

### Sources
1. 1 2 3 4 5 6 7 8 9 10 11 12 13 14 15 16 17 18 19 20 21 22 23 24 25 26 27 28 29 30 31 32 33 34 35  (en) R. McGregor. « Mander, Mary Jane », in Dictionary of New Zealand Biography, Te Ara, Wellington, 1998.
2. 1 2 3 4 5 6 7 8 9 10 11 12 13 14 15 16 17 18 19 20 21 22 23 24 25 26 27 28 29 30 31 32 33 34 35 36 37 38 39 40 41 42 43 44 45 46 47 48 49 50 51  Ph. Steer, « Jane Mander, 1877–1949. », in Kōtare, vol. VII, no 1 "Essays in New Zealand Literary Biography Series One : Women Prose Writers to World War I", p. 37–54, Université Victoria, Wellington, juin 2007  (ISSN 1174-6955).
3. 1 2 3 4 5 6 7 8 9 10 11 12 13 14 15  O. A. Gillespie, « MANDER, Mary Jane », in A. H. Mac Lintock (en), Une Encyclopédie de Nouvelle-Zélande (en), Gouvernement de Nouvelle-Zélande, Wellington, 1966.
4. 1 2 3 4  Frida Sternberg, « Jane Mander », in The Register, p. 5, Adélaïde, 9 août 1924.
5. 1 2  « Jane Mander. New Zealand Author. », in Encyclopædia Britannica, Londres, octobre 2017.
6. 1 2 3 4 5 6  I. Sharp (en), « Jane Mander collection », in Real Gold. Treasures of Auckland City Libraries., Bibliothèques d'Auckland, Auckland, [s.d.]
7. ↑  Ch. Ferrall & R. Ellis, The Trials of Eric Mareo, p. 88, Presses de l'université Victoria (en), Wellington, 2002,  (ISBN 9780864734327).
8. ↑  R. McGregor, The story of a New Zealand writer : Jane Mander., p. 34, Presses de l'Université d'Otago, Dunedin, 1998  (ISBN 187713337X).
9. ↑  R. McGregor, The story of a New Zealand writer : Jane Mander., p. 38, Presses de l'Université d'Otago, Dunedin, 1998  (ISBN 187713337X).
10. ↑  J. Stafford & M. Williams (en), Maoriland : New Zealand Literature 1872-1914., p. 148, Presses de l'université Victoria (en), Wellington, 2006.
11. ↑  G. Troughton, « Mander, Jane (1877-1949) », in R. Robinson & N. Wattie, The Oxford Companion to New Zealand Literature. History Cooperative., p. 333, OUP, Oxford, 1998  (ISBN 9780195583489).
12. ↑  R. McGregor, The story of a New Zealand writer : Jane Mander., p. 44, Presses de l'Université d'Otago, Dunedin, 1998  (ISBN 187713337X).
13. ↑  J. Stafford & M. Williams (en), Maoriland : New Zealand Literature 1872-1914., p. 151, Presses de l'université Victoria (en), Wellington, 2006.
14. ↑  Alison J. Laurie, Lady-husbands and Kamp Ladies pre-1970 lesbian life in Aotearoa/New Zeland, p. 153, Université Victoria, Wellington, 2003.
15. ↑  J. Mander, Jane, The Story of a New Zealand River, p. 19, Whitcombe & Tombs (en), Auckland, 1938.
16. 1 2  Erin Atchison, « The Ideal Colonial Girl and Exiled Modern Woman in Jane Mander's The Story of a New Zealand River », in Women's Writing, Vol. XXI, no 2 "Girls' Culture in Colonial Australia and New Zealand", p. 229-244, Université Edge Hill, Ormskirk, 2014  (ISSN 0969-9082).
17. ↑  A. S. Winstanley, Housing, Home and Women's Identity, p. 56, Université de Canterbury, Christchurch, 2000.
18. ↑  Damian Love, « Introduction », in J. Mander, The Passionate Puritan, Wellington, Erewhon Press, septembre 2014,  (ISBN 978-0-473-26979-1).
19. ↑  J. Kloester (en), Georgette Heyer, p. 45, Heinemann, Londres, 2011.
20. ↑  J. Mander, « Two Clever Writers : the Work of Georgette Heyer and Carola Oman », in Le Dimanche (en), Auckland, 1929.
21. ↑  J. Mander, « Women Writers I Have Known », in The Mirror, Auckland, 1933.
22. ↑  Aorewa McLeod, « New Zealand’s Lost Lesbian Writers and Artists », in Alison J. Laurie, Lesbian Studies in Aotearoa/New Zealand, p. 51, Presses du parc Harrington (en), New York, 2001.
23. 1 2 3 4  Heather Murray,
« Celebrating our writers: 1936, 1951. », I "1936", in Journal of New Zealand Literature, Université Victoria, Wellington, 1er janvier 1992  (ISSN 0112-1227).
24. ↑  J. C. Andersen (en), Annals of New Zealand Literature : Being a preliminary list of New Zealand authors and their works with introductory essays and verses., Département des Affaires intérieures, Wellington, 1936.
25. ↑  J. Stafford & M. Williams (en), Maoriland : New Zealand Literature 1872-1914., p. 147, Presses de l'université Victoria (en), Wellington, 2006.
26. ↑  J. Mander, in L'Étoile d'Auckland (en), Auckland, 9 février 1924.
27. 1 2  K. Mansfield, « Review of "The Story of a New Zealand River" by Jane Mander », in The Athenaeum, Londres, 9 juillet 1920.
28. ↑  La Revue des livres du Times de New York, New York, 12 juin 1921.
29. ↑  The Dominion (en), Wellington, 9 septembre 1922.
30. ↑  La Poste du soir (en), Wellington, 1er septembre 1923.
31. ↑  Le Supplément littéraire du Times, Londres, 26 août 1926.
32. ↑  B. Harding, « Kidman looks back », in The Press, Christchurch, 8 mars 2008.
33. ↑  Anna Snaith, Modernist Voyages : Colonial Women Writers in London, 1890–1945., p. 110, CUP, Cambridge, 2014.